# Disembolus convolutus
Disembolus convolutus är en spindelart som beskrevs av Alfred Frank Millidge 1981. Disembolus convolutus ingår i släktet Disembolus och familjen täckvävarspindlar. Inga underarter finns listade i Catalogue of Life.